# Anthelephila probsti
Anthelephila probsti es una especie de coleóptero de la familia Anthicidae.

## Distribución geográfica
Habita en Nepal.